# Joel Basman

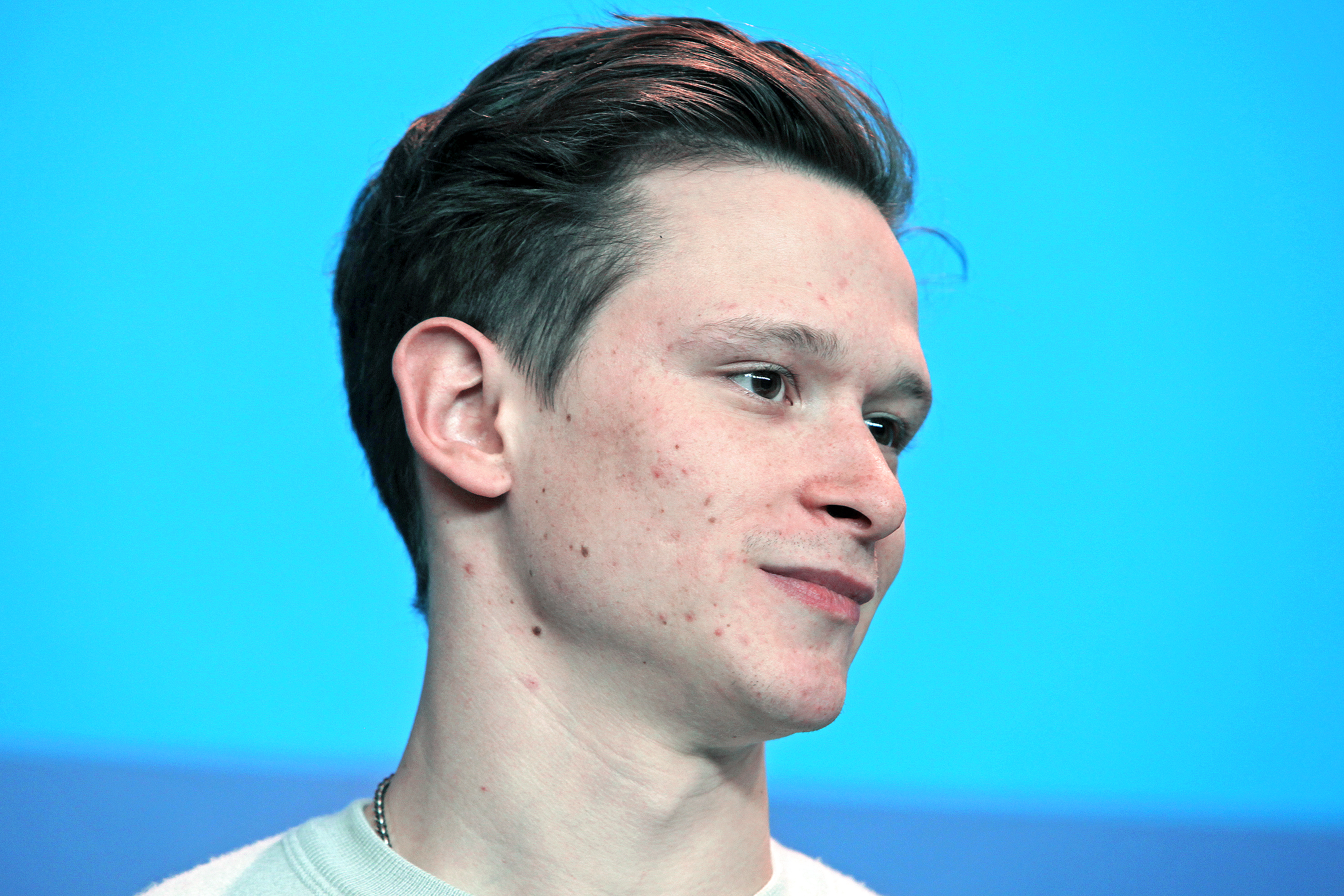
Joel Basman bei der 65. Berlinale im Februar 2015

Joel Basman (* 23. Januar 1990 in Zürich) ist ein Schweizer Schauspieler und Modedesigner.

## Leben
Joel Basmans Eltern sind beide im gemeinsamen Modegeschäft tätig, von ihnen lernte er das Handwerk des Schneiders. Seine Mutter stammt aus einer katholischen Familie in Sursee, sein Vater ist ein jüdischer Israeli aus Petach Tikwa. Basman besitzt neben der schweizerischen auch die israelische Staatsangehörigkeit. Mit 14 Jahren wurde er fürs Fernsehen entdeckt; er spielte den schlitzohrigen Zizou in der wöchentlichen Fernsehserie Lüthi und Blanc von 2004 bis 2006.
Im Februar 2008 wurde er für seine Rolle als russischer Jugendlicher im Kinofilm Luftbusiness der Regisseurin Dominique de Rivaz mit der Auszeichnung Shooting Star bedacht. Der Regisseur Tobias Ineichen holte Joel Basman für die Hauptrolle im Film Jimmie vor die Kamera, wo er einen autistischen Jungen spielte. Basman wurde für seine Darstellung im September 2008 mit dem Schweizer Fernsehpreis in der Kategorie Film ausgezeichnet und erhielt im Oktober am Cinéma Tous Ecrans den Preis für die beste männliche Hauptrolle.
Am Schauspielhaus Zürich wirkte Joel Basman 2003 am Jugendtheaterprojekt mit sowie 2004 und 2005 an den Abschlussarbeiten von Studenten der Schauspielschule Zürich. Sein Studium an der European Film Actor School in Zürich hat er Mitte Oktober 2008 abgeschlossen.
Im Jahr 2012 erhielt Basman die Rolle des Bartel im Dreiteiler Unsere Mütter, unsere Väter. Im gleichen Jahr spielte er die Rolle des Rollstuhlfahrers Valentin in Vielen Dank für Nichts, für die er im darauffolgenden Jahr mit dem Prix Walo als Bester Schauspieler ausgezeichnet wurde.
In der 2015 erschienenen Romanverfilmung Als wir träumten von Andreas Dresen und im oscarnominierten dänischen Drama Unter dem Sand – Das Versprechen der Freiheit spielte er Hauptrollen.
2018 spielte Basman die Hauptrolle des Motti Wolkenbruch in der Verfilmung des Bestsellers Wolkenbruchs wunderliche Reise in die Arme einer Schickse des Schweizer Schriftstellers Thomas Meyer, der auch das Drehbuch verfasst hat.
2021 spielte Basman in Eldorado KaDeWe Harry Jandorf, den Sohn des KaDeWe-Kaufhausgründers Adolf Jandorf. Für die Miniserie Kafka (2024) beschäftigte er sich ein ganzes Jahr lang ausschliesslich mit der Rolle des Franz Kafka.
Basman ist Mitglied der Deutschen Filmakademie.

## Filmografie
- 2004–2006: Lüthi und Blanc
- 2004: Mein Name ist Eugen
- 2006: Cannabis – Probieren geht über Regieren
- 2007: Breakout
- 2007: Mikado
- 2007: Jimmie
- 2008: Luftbusiness
- 2008: Happy New Year
- 2008: Tatort: Liebeswirren (Fernsehreihe)
- 2008: Tausend Ozeane
- 2008: Mein Schüler, seine Mutter & ich
- 2010: Picco
- 2010: Sennentuntschi
- 2010: Tatort: Der letzte Patient
- 2010: Der Alte – Folge 346: Muttertag
- 2010: Rosannas Tochter
- 2011: Löwenzahn – Das Kinoabenteuer
- 2011: Wer ist Hanna?
- 2012: Polizeiruf 110: Eine andere Welt
- 2012: Das Missen Massaker
- 2013: Vielen Dank für Nichts
- 2013: Unsere Mütter, unsere Väter
- 2013: Tatort: Freunde bis in den Tod
- 2013: Draussen ist Sommer
- 2014: Dawn
- 2014: Monuments Men – Ungewöhnliche Helden (The Monuments Men)
- 2014: Ziellos
- 2014: Wir sind jung. Wir sind stark.
- 2015: Als wir träumten
- 2015: Tatort: Borowski und der Himmel über Kiel
- 2015: Nussknacker und Mausekönig
- 2015: Homeland (Fernsehserie, Folge 5x12)
- 2016: Unter dem Sand – Das Versprechen der Freiheit (Under sandet)
- 2016: Late Shift
- 2016: Paula
- 2017: Papillon
- 2017: Tatort: Kriegssplitter
- 2017: Es war einmal in Deutschland …
- 2017: Es war einmal Indianerland
- 2018: Zauberer
- 2018: Wolkenbruchs wunderliche Reise in die Arme einer Schickse
- 2018: Krieg der Träume (Miniserie, 3 Folgen)
- 2018: Kursk
- 2019: Ein verborgenes Leben (A Hidden Life)
- 2019: Der Büezer
- 2020: Abenteuer eines Mathematikers (Adventures of a Mathematician)
- 2020: Bis wir tot sind oder frei
- 2021: Tides
- 2021: Monte Verità – Der Rausch der Freiheit
- 2021: Lieber Thomas
- 2021: The King’s Man: The Beginning (The King’s Man)
- 2021: Eldorado KaDeWe – Jetzt ist unsere Zeit (Miniserie, 6 Folgen)
- 2021: Schachnovelle
- 2022: Der Überfall (Miniserie, 6 Folgen)
- 2023: Lubo
- 2024: Kafka (Miniserie, 6 Folgen)
- 2025: Die Beschatter (Fernsehserie, 6 Folgen)

## Hörspiele
- 2013: Hattie Naylor: Ivan und die Hunde; Regie: Reto Ott (SRF)
- 2015: Urs Faes: Paris. Eine Liebe – Bearbeitung und Regie: Jean-Claude Kuner (Hörspiel – SRF/RBB)

## Auszeichnungen
- 2008: Schweizer Fernsehpreis
- 2008: Shooting Star
- 2011: Günter-Strack-Fernsehpreis
- 2014: Prix Walo als Bester Schauspieler für Vielen Dank für Nichts
- 2015: Deutscher Filmpreis, beste darstellerische Leistung – männliche Nebenrolle für Wir sind jung. Wir sind stark.
- 2015: Schweizer Fernsehfilmpreis in der Kategorie Beste männliche Hauptrolle für seine Darstellung in Ziellos
- 2018: Prix Walo in der Kategorie Schauspielerinnen/Schauspieler für Wolkenbruchs wunderliche Reise in die Arme einer Schickse
- 2019: Schweizer Filmpreis in der Kategorie Bester Darsteller für Wolkenbruchs wunderliche Reise in die Arme einer Schickse[8]